# Schizonycha manicana
Schizonycha manicana är en skalbaggsart som beskrevs av Louis Albert Péringuey 1904. Schizonycha manicana ingår i släktet Schizonycha och familjen Melolonthidae. Inga underarter finns listade i Catalogue of Life.